# Okręg wyborczy Kingston upon Hull
Okręg wyborczy Kingston upon Hull powstał w 1305 r. i wysyłał do angielskiej, a następnie brytyjskiej, Izby Gmin dwóch deputowanych. Okręg obejmował miasto Kingston upon Hull. Został zlikwidowany w 1885 r.

## Deputowani do brytyjskiej Izby Gmin z okręgu Kingston upon Hull

### Deputowani w latach 1305–1660
- 1332: William de la Pole of Hull
- 1335: William de la Pole of Hull
- 1336: William de la Pole of Hull
- 1338: William de la Pole of Hull
- 1604–1611: John Edmonds
- 1604–1611: Joseph Field
- 1620–1622: John Lister
- 1620–1622: Maurice Abbot
- 1640–1653: Henry Vane Młodszy
- 1640–1641: John Lister
- 1641–1650: Peregrine Pelham
- 1654–1659: William Lister
- 1659–1659: John Ramsden
- 1659–1659: Andrew Marvell
- 1659–1660: Henry Vane Młodszy

### Deputowani w latach 1660–1885
- 1660–1661: John Ramsden
- 1660–1678: Andrew Marvell
- 1661–1679: Anthony Gilby
- 1678–1679: William Ramsden
- 1679–1679: Lemuel Kingdon
- 1679–1685: Michael Warton
- 1679–1685: William Gee
- 1685–1695: John Ramsden
- 1685–1689: Willoughby Hickman
- 1689–1690: William Gee
- 1690–1701: Charles Osborne
- 1695–1724: William St Quintin, torysi
- 1701–1717: William Maister, torysi
- 1717–1727: Nathaniel Rogers
- 1724–1747: George Crowle
- 1727–1734: Joseph Micklethwaite, 1. wicehrabia Micklethwaite
- 1734–1741: Henry Maister
- 1741–1744: William Carter
- 1744–1747: Harry Pulteney
- 1747–1782: lord Robert Manners, torysi
- 1747–1754: Thomas Carter
- 1754–1757: Richard Crowle
- 1757–1766: George Montgomery Metham
- 1766–1774: William Weddell
- 1774–1780: David Hartley Młodszy, wigowie
- 1780–1784: William Wilberforce, torysi
- 1782–1784: David Hartley Młodszy, wigowie
- 1784–1806: Samuel Thornton, torysi
- 1784–1790: Walter Spencer Stanhope, torysi
- 1790–1796: Aubrey Beauclerk, hrabia Burford
- 1796–1802: Charles Turner
- 1802–1818: John Staniforth, torysi
- 1806–1807: William Joseph Denison, wigowie
- 1807–1812: Philip Stanhope, wicehrabia Mahon, wigowie
- 1812–1818: George William Denys, torysi
- 1818–1826: John Mitchell, torysi
- 1818–1820: James Graham, wigowie
- 1820–1830: Daniel Sykes, wigowie
- 1826–1830: John Augustus O'Neill, torysi
- 1830–1832: George Schonswar, torysi
- 1830–1832: William Battie Wrightson, wigowie
- 1832–1835: Matthew Davenport Hill, wigowie
- 1832–1837: William Hutt, wigowie
- 1835–1835: David Carruthers, Partia Konserwatywna
- 1835–1837: Thomas Perronet Thompson, wigowie
- 1837–1847: William James, Partia Konserwatywna
- 1837–1838: William Wilberforce, Partia Konserwatywna
- 1838–1841: William Hutt, wigowie
- 1841–1847: John Hanmer, Partia Konserwatywna
- 1847–1852: Matthew Baines, wigowie
- 1847–1854: James Clay, wigowie
- 1852–1854: George Robinson, wicehrabia Goderich, wigowie
- 1854–1857: William Digby Seymour, wigowie
- 1854–1857: William Henry Watson, wigowie
- 1857–1873: James Clay, Partia Liberalna
- 1857–1859: Anthony Ashley-Cooper, lord Ashley, Partia Liberalna
- 1859–1859: Joseph Hoare, Partia Konserwatywna
- 1859–1865: John Somes, Partia Konserwatywna
- 1865–1885: Charles Morgan Norwood, Partia Liberalna
- 1873–1874: Joseph Walker Pease, Partia Konserwatywna
- 1874–1885: Charles Henry Wilson, Partia Liberalna